# Врх (община Биело-Поле)
Врх (черног. Врх) — село в Черногории, в общине Биело-Поле. По переписи населения Черногории 2003 года в селе проживали 46 жителей (по переписи 1991 года — 56 жителей). Село расположено в историко-географической области Санджак.

## Демография
В селе Врх в 2003 году проживало 39 совершеннолетних жителей, средний возраст 40,3 лет (39,3 лет у мужчин и 41,5 года у женщин). В селе есть 13 домашних хозяйств, а среднее число жителей в домохозяйствах — 3,54.
Село главным образом населено сербами, по результатам трёх последних переписей населения наблюдается сокращение числа жителей.
|  |

| Демография | Демография | Демография |
| Год        | Жителей    | Жителей    |
| ---------- | ---------- | ---------- |
|            |            |            |
|            |            |            |
|            |            |            |
|            |            |            |
| 1948.      | 152        | [ 2 ]      |
| 1953.      | 206        |            |
| 1961.      | 195        |            |
| 1971.      | 190        |            |
| 1981.      | 138        |            |
| 1991.      | 56         | 56         |
| 2003.      | 46         | 46         |

| Этнический состав населения по переписи населения 2003 года | Этнический состав населения по переписи населения 2003 года | Этнический состав населения по переписи населения 2003 года | Этнический состав населения по переписи населения 2003 года | Этнический состав населения по переписи населения 2003 года |
| ----------------------------------------------------------- | ----------------------------------------------------------- | ----------------------------------------------------------- | ----------------------------------------------------------- | ----------------------------------------------------------- |
| сербы                                                       | сербы                                                       |                                                             | 41                                                          | 89,13%                                                      |
| боснийцы                                                    | боснийцы                                                    |                                                             | 5                                                           | 10,86%                                                      |

|           | мужчины |  |  | женщины |
| ?         | 2       |  |  | 4       |
| 80+       | 0       |  |  | 0       |
| 75-79     | 1       |  |  | 1       |
| 70-74     | 2       |  |  | 2       |
| 65-69     | 1       |  |  | 2       |
| 60-64     | 1       |  |  | 2       |
| 55-59     | 0       |  |  | 0       |
| 50-54     | 3       |  |  | 2       |
| 45-49     | 0       |  |  | 0       |
| 40-44     | 1       |  |  | 1       |
| 35-39     | 2       |  |  | 0       |
| 30-34     | 1       |  |  | 0       |
| 25-29     | 4       |  |  | 2       |
| 20-24     | 2       |  |  | 1       |
| 15-19     | 1       |  |  | 2       |
| 10-14     | 1       |  |  | 0       |
| 5-9       | 1       |  |  | 0       |
| 0-4       | 1       |  |  | 3       |
| в среднем | 39,3    |  |  | 41,5    |

| Пол     | Всего | Не состоящее в браке | Женатые/ Замужем | Вдовцы/ Вдовы | Разведённые | Нет сведений |
| ------- | ----- | -------------------- | ---------------- | ------------- | ----------- | ------------ |
| Мужчины | 21    | 8                    | 10               | 3             | -           | -            |
| Женщины | 19    | 5                    | 10               | 4             | -           | -            |

| Год переписи       | 1948 | 1953 | 1961 | 1971 | 1981 | 1991 | 2003 | *  |
| Число домохозяйств | 22   | 25   | 26   | 32   | 30   | 18   | 13   | 13 |

| Число жителей      | 1 | 2 | 3 | 4 | 5 | 6 | 7 | 8 | 9 | 10 и более | Среднее число жителей |
| Число домохозяйств | 1 | 5 | 2 | - | 2 | 2 | 1 | - | - | -          | 3,54                  |

| Пол     | Всего                     | Сельское хозяйство, охота и лесное хозяйство | Рыболовство                            | Добыча руд и камня | Перераба- тывающая промышленность   | Производство и поставки... | Строительство              | Торговля                                  | Отели и рестораны | Транспорт, логистика и связь |
| ------- | ------------------------- | -------------------------------------------- | -------------------------------------- | ------------------ | ----------------------------------- | -------------------------- | -------------------------- | ----------------------------------------- | ----------------- | ---------------------------- |
| Мужчины | 10                        | 9                                            | -                                      | -                  | -                                   | -                          | -                          | -                                         | -                 | -                            |
| Женщины | -                         | -                                            | -                                      | -                  | -                                   | -                          | -                          | -                                         | -                 | -                            |
| Все     | 10                        | 9                                            | -                                      | -                  | -                                   | -                          | -                          | -                                         | -                 | -                            |
| Пол     | Финансовое посредничество | Недвижимость                                 | Государст- венное управление и оборона | Образование        | Здравоохранение и социальная защита | Другие услуги              | Частные домашние хозяйства | Экстеррито- риальные организации и органы | Прочее            |                              |
| Мужчины | -                         | -                                            | -                                      | 1                  | -                                   | -                          | -                          | -                                         | -                 |                              |
| Женщины | -                         | -                                            | -                                      | -                  | -                                   | -                          | -                          | -                                         | -                 |                              |
| Все     | -                         | -                                            | -                                      | 1                  | -                                   | -                          | -                          | -                                         | -                 |                              |